# Geoquest
Geoquest ist ein Verlag, der sich auf die Publikation von Kletterbüchern und -führern spezialisiert hat. Gegründet wurde er in den Jahren 2003 und 2004 von Gerald Krug und hat seinen Sitz in Halle (Saale).

## Geschichte
Gerald Krug begann zunächst im Selbstverlag Routentopos zu zeichnen und zu sammeln. In den Jahren 2003 und 2004 kam es dann zur Gründung des Geoquest-Verlags in Halle (Saale). Zu Beginn war er in der Talstraße anzufinden, im Jahre 2011 kam es zum Umzug in das Kletterthalia, niedergelassen in der Hallenser Altstadt. In den folgenden Jahren stieg die Anzahl der Publikationen, deutschlandweit bekannt sind vor allem die Kletterlehrbücher des Verlages „Die 4. Dimension“, „Hexen & Exen“ und „Kinderkopf & Affenfaust“.

## Der Verlag
Der Verlag gibt Kletterlehrbücher und -führer heraus. Diese sind auch mit Humor, Anekdoten und vielen Fotografien gefüllt. An der Arbeit des Verlags hat die  Klettergemeinschaft einen hohen Anteil.

## Autoren
Autoren bei Geoquest sind Peter Brunnert, Thomas Hocke, Christiane Hupe, Steffen Kern, Gerald Krug, Alexander Schmalz-Friedberger, Dirk Uhlig, Karsten Kurz, Rene Kittel und Fritz Blach.